# 296
Період тетрархії у Римській імперії. У Китаї править династія Західна Цзінь, в Японії триває період Ямато. У Персії править династія Сассанідів.
На території лісостепової України Черняхівська культура. У Північному Причорномор'ї готи й сармати.

## Події
- Цезар Костянцій Хлор переправляється у Британію і перемагає узурпатора Аллекта. Він укріпляє римські міста проти нападів франкських піратів.
- Імператор Максиміан переправляється через Гібралтар у Марокко, щоб захистити римські колонії від нападів франкських піратів.
- Імператор Діоклетіан посилає свого зятя на війну з персами, але той зазнає поразки і відступає до Антіохії.
- Папою римським стає Марцелін.

## Померли
- Гай, папа римський.